# Піонер (Бірський район)
Піоне́р (рос. Пионер, башк. Пионер) — присілок (у минулому селище) у складі Бірського району Башкортостану, Росія. Входить до складу Чишминської сільської ради.
Населення — 52 особи (2010; 55 у 2002).
Національний склад:
- башкири — 98 %